# フラッシュバック・キラー
『フラッシュバック・キラー』（原題: Zyzzyx Road）は、2006年にアメリカ合衆国で公開されたスリラー映画。日本では劇場公開はされなかったが、2011年4月22日にDVDがレンタルリリースされた（発売はされていない）。また2014年4月6日には、テレビ東京『サタシネ』にて深夜ではあるが地上波放送がなされた。

## ストーリー
投機に失敗した中年会計士のグラントは一攫千金を狙ってラスベガスを訪れ、コールガールのマリッサと出会うが、それが彼の悪夢の始まりだった。グラントがマリッサとモーテルの一室にいるところに突然、ナイフを持ったマリッサの元恋人・ジョーイが乱入、グラントはもみあった末に彼を殴り殺してしまう。二人は事件を隠蔽するため、死体を車のトランクに乗せて夜道を荒野へ向かうが、死体を埋める穴を掘った後でトランクを開けると、あるはずの死体が消えていた。ジョーイは生きていたのだ。彼は闇に隠れて二人に復讐しようと襲ってくる。 グラントはジョーイを探し出しとどめを刺そうとするが、彼はグラントに衝撃的な告白をする。実はマリッサは恐ろしい化物で、殺さなければならないというのだ。ジョーイの話は果たして事実なのか。

## キャスト
※括弧内は日本語吹替
- グラント - レオ・グリロ（英語版）（大塚智則）
- マリッサ - キャサリン・ハイグル（荒尾友香理）
- ジョーイ - トム・サイズモア（安芸此葉）
- 薬剤師 - リッキー・メドロック
- トラック運転手 - ヨーリン・マデラ（英語版）
- ナタリー - メグイア・グリロ
- ルーレット・ディーラー - ディ・クード
- ブレンダの声 - ナンシー・リナリ（英語版）
- 影 - マイケル・ルゲンブエフル（クレジットなし）

## 興行収入
本作の初週興行収入はたったの「20ドル」であり、2011年に公開された『The Worst Movie Ever!』の「11ドル」という記録が出るまでは、確認されているアメリカ映画の初週興行収入としては史上最低の記録であった。